# 孔唇兰
孔唇兰（学名：Porolabium biporosum）为兰科孔唇兰属下的一个种。

## 扩展阅读
- 維基物種上的相關：孔唇兰